# Traversée de l'Atlantique

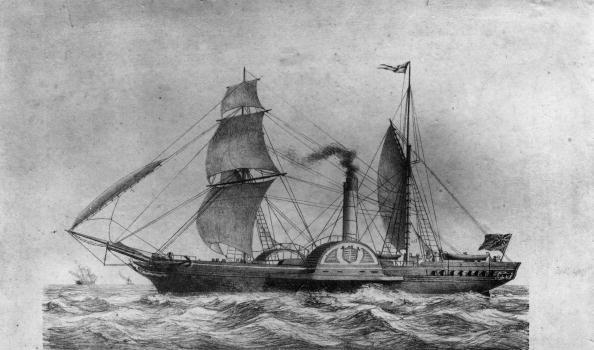
En 1838, le Sirius est le premier navire à traverser l'Atlantique uniquement à la vapeur.

Les traversées transatlantiques sont des passages de personnes et/ou de marchandises à travers l'océan Atlantique entre l'Europe ou l'Afrique et les Amériques. La majorité du trafic de passagers s'effectue dans l'Atlantique Nord entre l'Europe occidentale et l'Amérique du Nord. Des siècles après la diminution du commerce sporadique des Vikings avec Markland, une route commerciale transatlantique régulière et durable fut établie en 1566 avec les flottes des Antilles espagnoles, à la suite des voyages de Christophe Colomb.

## Par la mer
Avant le XIXe siècle, les traversées transatlantiques étaient effectuées à bord de grands voiliers et les voyages étaient longs et souvent périlleux. La première route commerciale à travers l'Atlantique a été inaugurée par l'Espagne quelques décennies après la découverte européenne des Amériques, avec la mise en place des flottes des Antilles en 1566, un système de convois qui reliait régulièrement ses territoires des Amériques à l'Espagne pendant plus de deux siècles. Le Portugal a créé une route maritime similaire entre ses ports au Brésil et le continent portugais. D'autres puissances coloniales ont suivi, comme la Grande-Bretagne, la France et les Pays-Bas, alors qu'elles colonisaient le Nouveau Monde.

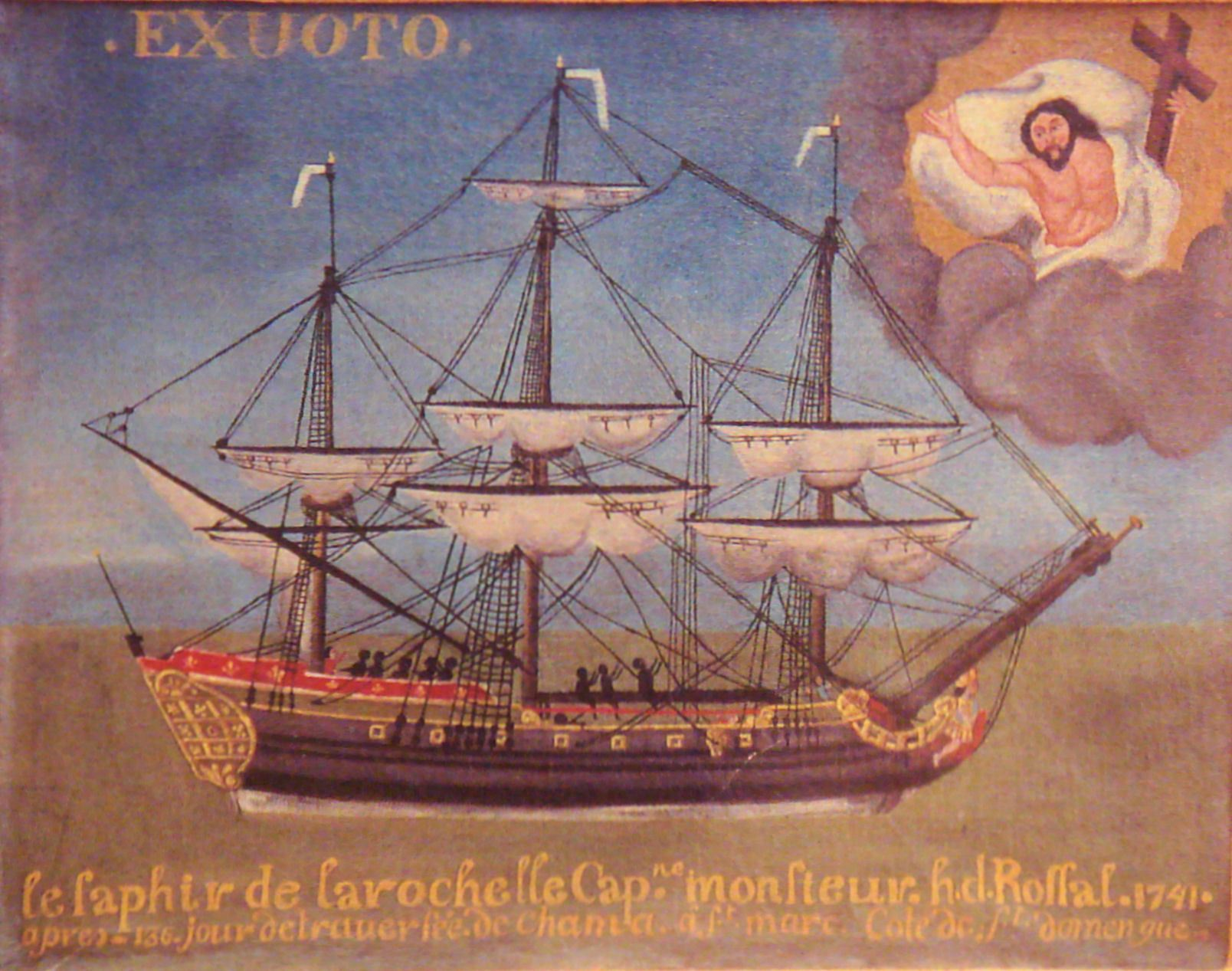
Le Saphir, navire négrier rochelais qui, en 1740, met 136 jours à traverser l'Atlantique, provoquant une révolte des esclaves, et la mort de 54 captifs et 16 membres d'équipages.

Dans le cadre de la traite négrière occidentale, et plus particulièrement le commerce triangulaire, la traversée de l'Atlantique est qualifiée de « passage du milieu ». De nombreux navires négriers effectuaient ce voyage depuis l'Europe (première étape de ce commerce) à partir de ports tels que Nantes, Le Havre, Bordeaux, ou La Rochelle pour la France, ou encore Liverpool, Londres ou Bristol pour la Grande-Bretagne.
Les traversées transatlantiques sont devenues plus rapides, plus sûres et plus fiables avec l'avènement des bateaux à vapeur au XIXe siècle. Les grands paquebots ont commencé à effectuer des traversées régulières. Construire le paquebot le plus grand, le plus rapide et le plus luxueux pour les traversées transatlantiques est rapidement devenu un symbole du statut national et d'entreprise. Les États-Unis, le Royaume-Uni, la France, l'Allemagne et l'Italie ont construit les paquebots les plus connus. Des exemples de certains paquebots transatlantiques célèbres sont RMS Lusitania, RMS Mauretania, RMS Olympic, RMS Titanic, SS Île de France, SS Rex, SS Normandie, RMS Queen Mary, SS America, RMS Queen Elizabeth, SS United States, SS France, reine Elizabeth 2 et RMS Queen Mary 2.
Le Blue Riband est récompensé pour le record de la traversée la plus rapide d'un paquebot transatlantique. Les registres Blue Riband remontent au XIXe siècle, mais en 1935 pour encourager l'innovation dans le transport de passagers et officialiser les arrangements du Blue Riband, Harold Hales, député britannique de Hanley, a commandé et fait don d'un trophée en argent massif de quatre pieds de haut, connu sous le nom de Trophée Hales. Le détenteur actuel du trophée Hales est le navire commercial à passagers qui détient le record actuel en direction est établi par CatLinkV en juillet 1998 en traversant à une vitesse moyenne de 41,284 nœuds (76,5 km/h) sur 2 jours 20 heures et 9 minutes, battant le record de deux autres navires également construits au chantier naval Incat Tasmania. Le catamaran à grande vitesse Catalonia a battu le record en juin 1998 mais ne l'a détenu que pendant un mois avant le défi de CatLinkV. En juin 1990, le Hoverspeed Great Britain, construit en Tasmanie, traverse d'Ambrose Light à New York à Bishop Rock Southampton, au Royaume-Uni battant un record détenu depuis 38 ans par le paquebot américain United States en juillet 1952: le navire effectue la traversée en 3 jours, 10 heures, 40 minutes. «CatLinkV détient toujours le trophée Hales, bien que certains continuent d'affirmer que le SS United States détient toujours le record, ce n'est pas correct. Le Trophée Hales est décerné pour "Le navire qui pour le moment a traversé l'océan Atlantique à la vitesse moyenne la plus élevée" Il est important de noter que les conditions spécifiées par le Hales Trust ne sont pas pour atteindre la vitesse la plus élevée, c'est pour un navire à passagers commercial (donc pas seulement un hors-bord) sur un voyage sans ravitaillement, la vitesse doit donc être la vitesse moyenne sur toute la traversée (plus lente au début avec une pleine charge de carburant et plus rapide à l'arrivée).
Le Guinness des Records du Monde a décerné des records mondiaux à diverses classes telles que les paquebots de luxe, les voiliers et les bateaux à rames. En raison de la forme des continents et de l'assistance (ou de la résistance) des courants océaniques, la traversée en direction est est plus rapide que la traversée en direction ouest.
Pendant la Seconde Guerre mondiale, la traversée transatlantique était très importante pour le Royaume-Uni car une grande partie de l'Europe avait été envahie par l'Allemagne et ses alliés, empêchant le commerce et l'approvisionnement; la lutte est connue sous le nom de bataille de l'Atlantique.

### Traversées en petits navires

#### Yacht
Tom Gentry a établi presque tous les records de vitesse des bateaux à moteur existants. Sa passion de remporter l'honneur le plus convoité du bateau à moteur, le Blue Riband pour le passage le plus rapide à travers l'Atlantique, l'a conduit à concevoir et à construire le Gentry Eagle de 112 pieds et 11500 chevaux. En 1989, lui et un équipage de cinq personnes, dont son fils, Norman Gentry, ont battu le record de la traversée transatlantique et ont ramené l'honneur aux États-Unis. Gentry a pris le Blue Riband de la compagnie aérienne britannique et le magnat de la musique Richard Branson. Son temps record de 62 heures et 7 minutes a battu le record de Sir Richard Branson de 23%.[réf. nécessaire]

#### Canot pneumatique
Le 20 octobre  1952, Alain Bombard traverse l'Atlantique d'Est en Ouest, parcourant 113 jours dans un Zodiac, L'Hérétique.

#### Radeaux
En 1956, Henri Beaudout traverse l'Atlantique d'ouest en est, d'Halifax à Falmouth, sur un radeau de bois et de corde, L'Égaré II, en 88 jours.
En 1970, Thor Heyerdahl a traversé l'Atlantique sur Ra II, un radeau en papyrus construit selon un modèle de l'Égypte ancienne. Ce voyage faisait suite à une tentative infructueuse l'année précédente dans son premier radeau, Ra I. 
En 1988, le radeau de ferraille, Son of Town Hall, a traversé l'océan Atlantique Nord.
En 2011, Anthony Smith et l'Antiki ont traversé l'Atlantique.

#### A la rame
Le 10 juillet 1980, Gérard d'Aboville, est le premier navigateur à traverser l'océan Atlantique en solitaire à la rame dans le sens ouest-est. Parti de Cap Cod aux États-Unis le 10 juillet, il arrive à Brest le 21 septembre, 71 jours et 23 heures plus tard, après avoir parcouru 5 200 km à la rame. Son bateau, le Capitaine Cook, mesure 5,60 mètres.
Le 11 juin 2001  Emmanuel Coindre bat le record de la traversée de l’Atlantique nord à la rame. Parti des Canaries, il rejoint la Guadeloupe en 57 jours.
Le 13 juin 2003, la rameuse française Maud Fontenoy a entamé une traversée vers l'est de l'Atlantique à partir de Saint-Pierre-et-Miquelon. Elle a atteint La Corogne en Espagne le 10 octobre, devenant la première femme à accomplir cet exploit.
En 2005, le Vivaldi Atlantic 4 a battu le précédent record d'aviron de 55 jours et un nouveau record de 39 jours.
Le 26 octobre 2010, le sexagénaire polonais Aleksander Doba a été le premier individu enregistré à effectuer une traversée transatlantique sans escale en kayak. Il a quitté Dakar, au Sénégal et est arrivé au Brésil 99 jours plus tard.
Rameur avec voile
En 1928 Frantz Römer est le premier a essayer de traverser l'océan en solitaire mais périt dans un cyclone lors de la dernière étape.
Hannes Lindemann traverse l'Atlantique en 1956 sur un Kayak Klepper modifié avec voile, il avait précédemment réussi la même traversée avec une pirogue monoxyle traditionnelle.

##### Courses d'aviron transatlantiques
En 1997, la première course d'aviron de l'Atlantique Est-Ouest a eu lieu, allant des îles Canaries aux Caraïbes. Elle a lieu maintenant une fois tous les deux ans environ.[réf. nécessaire]
En 2006, la première course d'aviron de l'Atlantique Nord-Est a eu lieu, de New York à Falmouth, Cornwall au Royaume-Uni.[réf. nécessaire]

##### Navigation

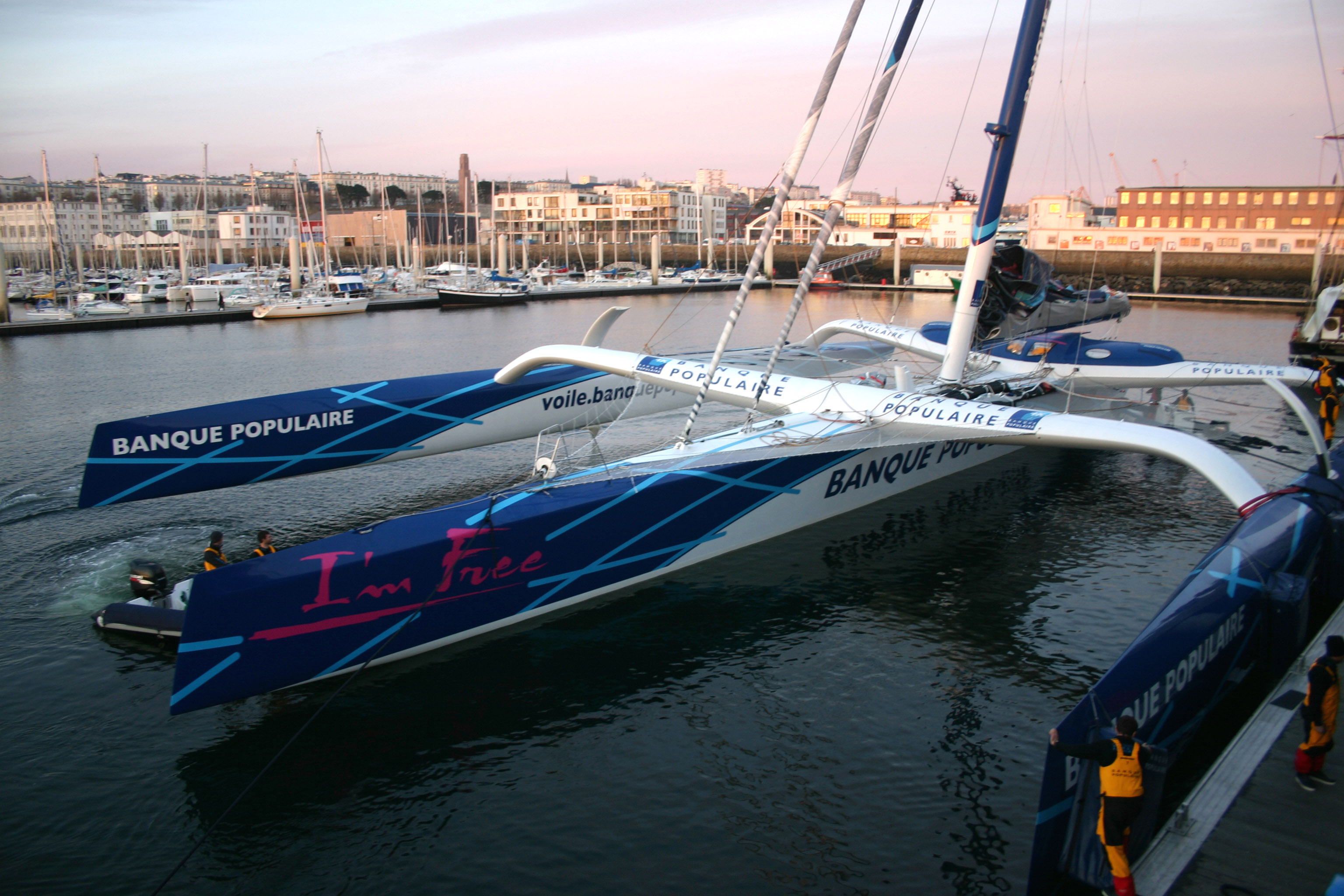
Banque Populaire V, recordman actuel.

En 1866, le canot de sauvetage de 26 pieds (7,9248 m) Rouge, Blanc et Bleu a navigué de New York à Margate, en Angleterre, en 38 jours. En 1870 et 1871, le yawl City of Ragusa de 20 pieds a navigué de Queenstown, en Irlande, à New York et retour, avec un équipage de deux hommes (et un chien) dans chaque sens. Au cours de la seconde moitié du XIXe siècle, de plus en plus de traversées atlantiques ont commencé à se dérouler, en particulier avec des voiliers plus grands et plus luxueux. Au cours du siècle dernier, la voile est devenue plus populaire et plus accessible. Ce qui était autrefois un océan incroyablement vaste est devenu un passage de plus en plus populaire pour les voyageurs d'aventure océanique. Avec des bateaux modernes et bien équipés, c'est devenu une entreprise plus sûre et plus réalisable qu'elle ne l'était à l'époque. Des centaines de voiliers font la traversée de l'océan Atlantique chaque année. La plupart des bateaux parcourent l'Atlantique Nord en partant de l'Europe vers les Caraïbes ou l'Amérique du Sud. Certains bateaux font le passage de l'Afrique à l'autre rive. Des Amériques, les bateaux se dirigent principalement vers l'Europe. Plusieurs itinéraires différents existent. La route la plus populaire est le cercle de l'Atlantique Nord, entraîné par la saison et les alizés : la route du sud va d'est en ouest et la route du nord d'ouest en est. Un nombre restreint mais croissant de yachts effectuent également un voyage à haute latitude comme le passage du Nord-Ouest ou traversent l'Atlantique Sud de l'Afrique au Brésil 

## Vols transatlantiques

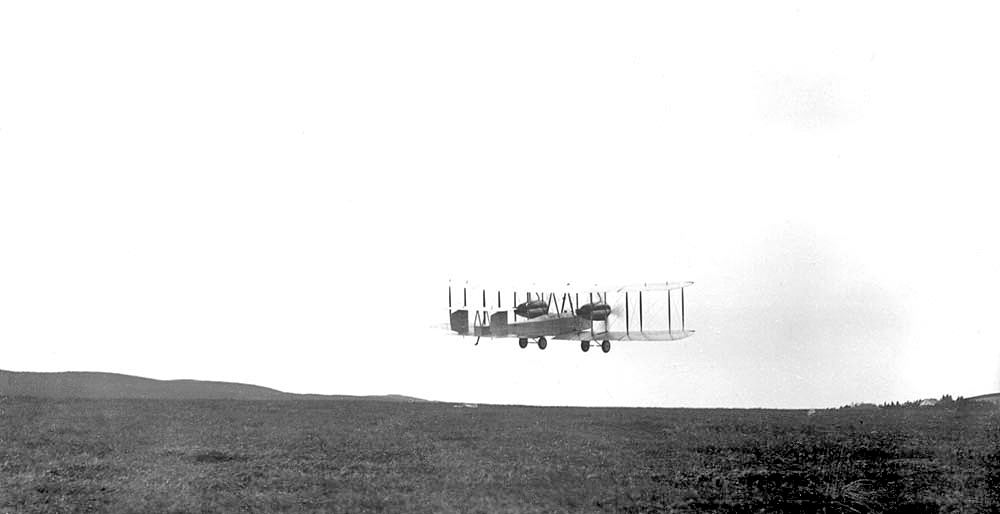
Départ de Terre-Neuve du Vol transatlantique d'Alcock et Brown

Le vol transatlantique a dépassé les paquebots comme mode prédominant de traversée de l'Atlantique au milieu du XXe siècle. En 1919, le NC-4 américain est devenu le premier avion à traverser l'Atlantique (mais en plusieurs étapes).
Plus tard cette année-là, entre le 14 et 15 juin, un britannique Vickers Vimy à deux moteurs Rolls-Royce Eagle de 360 chevaux, piloté par Alcock et Brown a effectué le premier vol transatlantique sans escale de Terre-Neuve à l'Irlande, les deux hommes partant de Saint-Jean pour rejoindre Clifden, soit un raid de 3 040 kilomètres réalisé en quinze heures et cinquante-sept minutes.
Toujours en 1919, les Britanniques ont été les premiers à traverser l'Atlantique à bord d'un dirigeable lorsque le R34 commandé par le major George Herbert Scott de la Royal Air Force avec son équipage et ses passagers a volé d'East Fortune, en Écosse, à Mineola, Long Island, couvrant une distance. d'environ 3 000 milles marins (5 556 km) en quatre jours et demi environ ; il a ensuite fait un voyage de retour en Angleterre, complétant ainsi également la première double traversée de l'Atlantique (est-ouest-est).
La première traversée aérienne de l'Atlantique Sud a été réalisée par les aviateurs de la marine portugaise Gago Coutinho et Sacadura Cabral en 1922. Coutinho et Cabral ont volé de Lisbonne, au Portugal, à Rio de Janeiro, au Brésil par étapes, en utilisant trois biplans différents, Fairey III, et ils ont parcouru une distance de 8 383 kilomètres (5 208,95 mi) entre le 30 mars et le 17 juin. La première traversée nocturne de l'Atlantique a été accomplie du 16 au 17 avril 1927 par les aviateurs portugais Sarmento de Beires, Jorge de Castilho et Manuel Gouveia, volant de l'archipel des Bijagos, en Guinée portugaise, à Fernando de Noronha, au Brésil dans l'Argos, un hydravion Dornier Wal. En mai 1927, Charles Lindbergh effectue le premier vol transatlantique en solo sans escale en avion (entre New York et Paris). Le deuxième pilotage en solo, et le premier à transporter un passager, fut Clarence Duncan Chamberlin le 6 juin 1927. Edward R. Armstrong a proposé une chaîne de seadromes ancrés pour ravitailler les avions dans un croisement.
La première tentative de traversée de l'Atlantique d'une femme a lieu le 31 août 1927, date à laquelle la princesse Löwenstein va prendre place comme passagère à bord du monoplan Fokker, baptisé « Saint-Raphaël », à moteur Bristol de 500 chevaux piloté par le lieutenant-colonel Minchin et le capitaine Hamilton pour rejoindre l'Amérique au départ de Wiltshire. Dès le soir, ils seront malheureusement portés disparus.
La première tentative sérieuse de prendre une part du marché transatlantique des passagers des paquebots a été entreprise par l'Allemagne. Dans les années 1930, l'Allemagne a traversé l'Atlantique avec des Zeppelins qui pouvaient transporter environ 60 passagers dans un style luxueux similaire aux paquebots. Cependant, la catastrophe du Hindenburg en 1937 a mis fin aux vols transatlantiques Zeppelin.
Le 1er juin 1944, deux dirigeables de classe K du Blimp Squadron ZP-14 de la United States Navy (USN) ont achevé la première traversée transatlantique par des dirigeables non rigides. Les deux navires K (K-123 et K-130) ont quitté South Weymouth, MA le 28 mai 1944 et ont volé environ 16 heures jusqu'à la base navale d'Argentia, à Terre-Neuve. D'Argentia, les dirigeables ont volé environ 22 heures à Lajes Field sur l'île de Terceira aux Açores. La dernière étape de la première traversée transatlantique était d'environ 20 heures de vol des Açores à Craw Field à Port Lyautey (Kénitra), au Maroc français,.
À partir des années 1950, la prédominance des paquebots a commencé à décliner lorsque de plus gros avions à réaction ont commencé à transporter des passagers à travers l'océan en moins de temps. La vitesse de traversée de l'océan est donc devenue plus importante que le style de la traversée. L'ère du jet commençant à murir, avec le Boeing 707, qui a réduit le temps de traversée typique entre Londres et New York à une moyenne entre 6,5 et 8 heures, en fonction des conditions météorologiques. Dans les années 1970, les avions supersoniques Concorde pouvaient relier les deux villes en moins de 4 heures, et un seul paquebot, le Queen Elizabeth 2, restait sur la route transatlantique pour ceux qui préféraient le style de voyage plus lent.
L'économie du vol transatlantique commercial a beaucoup évolué depuis les années 1950 ; l'introduction d'avions de ligne à fuselage large (tels que le Boeing 747 et le Douglas DC-10) au début des années 1970 a fait des voyages transatlantiques abordables pour les masses une réalité. Depuis les années 1990, la grande fiabilité des moteurs à réaction modernes signifie que les biréacteurs à réaction tels que le Boeing 767, le Boeing 777 et l'Airbus A330 ont largement pris le relais sur les routes transatlantiques des avions quadrimoteurs, tandis que le supersonique Concorde a finalement été condamné par ses coûts de fonctionnement élevés, entraînant sa retraite en 2003. Depuis la fin des années 1990, des avions de ligne à réaction monocouloir à fuselage étroit (à commencer par le Boeing 757 et, plus récemment, les dernières versions du Boeing 737 et de l'Airbus A320) sont utilisés pour le service transatlantique, ce qui signifie que les villes sont jumelées ; les principaux hubs nord-américains et les villes secondaires européennes peuvent désormais être connectées directement sans avoir recours à de gros porteurs, ce qui n'était pas rentable sur les routes à faible demande de passagers.

## Câbles transatlantiques
Les câbles transatlantiques sont des câbles qui ont été posés le long du fond de l'océan pour relier l'Amérique du Nord et l'Europe. Avant l'avènement de la radio, le seul moyen de communication à travers l'océan Atlantique était de relier physiquement les continents avec un câble télégraphique transatlantique, dont le premier a été installé de Valentia, en Irlande, à Heart's Content, Terre-Neuve en 1858. Le premier câble téléphonique transatlantique, TAT-1, a été installé en 1955. Le premier câble à fibre optique transatlantique, TAT-8, a été installé en 1988. Le taux de change entre le dollar des États-Unis et la livre sterling est encore connu sous le nom de «câble» par les spécialistes du marché financier, depuis l'utilisation précoce du câble transatlantique à cette fin.

## Radio transatlantique
La communication radio transatlantique a été accomplie pour la première fois le 12 décembre 1901 par Guglielmo Marconi qui, en utilisant une station de réception temporaire à Signal Hill, Terre-Neuve, a reçu un signal de code Morse représentant la lettre «S» envoyée de Poldhu, à Cornwall, Royaume-Uni. Guglielmo Marconi a initié des communications radio transatlantiques commerciales entre ses stations de télégraphie sans fil à ondes longues de haute puissance à Clifden en Irlande et à Glace Bay, en Nouvelle-Écosse, le 17 octobre 1907.
On attribue généralement aux opérateurs radioamateurs la découverte de la communication radio transatlantique dans les bandes d' ondes courtes. Les premiers essais transatlantiques réussis ont été menés par des radioamateurs en décembre 1921 opérant dans la bande des ondes moyennes de 200 mètres, la plus courte longueur d'onde alors disponible pour les amateurs. En 1922, des centaines d'amateurs nord-américains ont été entendus en Europe à 200 mètres et au moins 20 amateurs nord-américains ont entendu des signaux amateurs d'Europe. Les premiers contacts radio à ondes courtes transatlantiques bidirectionnelles ont été réalisés par des radioamateurs en novembre 1923, sur 110 mètres.
Marconi a initié la première communication radio commerciale transatlantique à ondes courtes entre le Royaume-Uni et le Canada à l'aide de son service sans fil Beam qui est entré en service commercial le 25 octobre 1926. La radio à ondes courtes a considérablement augmenté la vitesse et la capacité des communications transatlantiques à un coût considérablement réduit par rapport au câble télégraphique et à la radio à ondes longues.
Telstar a été le premier satellite de communication à fournir des communications transatlantiques commerciales. Il a été lancé le 10 juillet 1962, le premier lancement spatial parrainé par le secteur privé. Les satellites de communication ont considérablement augmenté la vitesse et la qualité des communications transatlantiques, mais les câbles à fibres optiques transatlantiques ont transporté la grande majorité du trafic de communications transatlantiques depuis le début des années 1990.

## Tunnel transatlantique
Un tunnel transatlantique est une structure théorique proposée à plusieurs reprises depuis la fin du XIXe siècle. Ce serait un tunnel qui traverserait l'océan Atlantique entre New York et le Royaume-Uni ou la France.

## Durée des traversées transatlantiques
L'introduction de diverses technologies a facilité des traversées transatlantiques plus rapides. La durée du voyage vers l'ouest depuis l'Europe vers l'Amérique du Nord lorsqu'une nouvelle innovation de transport a été introduite à des fins commerciales est indiquée ci-dessous:
- 1620 : 66 jours: Fluyt Mayflower (Southampton à Cape Cod)
- 1838: 18 jours 4 heures: bateau à aubes HMS Sirius (Cork à New York)
- 1863: 8 jours 3 heures: navire à vapeur monovis HMS Scotia (Queenstown à New York)
- 1889: 5 jours 19 heures: bateau à vapeur à double vis SS City of Paris (Queenstown à Sandy Hook)
- 1907: 4 jours 20 heures: bateau à vapeur équipé d'une turbine à vapeur: RMS Lusitania (Queenstown à Sandy Hook)
- 1929: 4 jours 3 heures: bateau à vapeur équipé d'un arc bulbeux: SS Bremen (Cherbourg à Ambrose Light)
- 1936: 4 jours: Navire à vapeur équipé d'une chaudière Yarrow : RMS Queen Mary (Bishop Rock à Ambrose Light)
- 1936: 2 jours 5 heures: dirigeable LZ 129 Hindenburg (Francfort à Lakehurst)
- 1939: 1 jour 3 heures: hydravion Pan Am Boeing 314 Clipper Yankee Clipper (Southampton à Port Washington via Foynes, Botwood et Shediac)
- 1945: 14 heures: avion terrestre American Overseas Airlines Douglas DC-4 (Londres à New York via Gander)
- 1958: 10 heures 20 minutes: avion à réaction BOAC de Havilland Comet (Londres à New York via Gander)
- 1976: 3 heures 30 minutes: avion supersonique British Airways Concorde (Londres à Washington, DC)

## Voir également
- Vol transatlantique